# 伦山前诺德海姆
伦山前诺德海姆是德国巴伐利亚州的一个市镇。总面积16.56平方公里，总人口1092人，其中男性542人，女性550人（2011年12月31日），人口密度66人/平方公里。